# Transformers: Wiek zagłady
Transformers: Wiek zagłady (ang. Transformers: Age of Extinction) – amerykańsko-chiński film fantastycznonaukowy z 2014 roku w reżyserii Michaela Baya. Film jest sequelem filmu z 2011 roku pt.: Transformers: Dark of the Moon.
Zdjęcia do filmu kręcono w Chicago, Detroit, Teksasie, Utah, Arizonie, a także w Chinach (Pekin, Tiencin, Hongkong) i w Islandii.
Box office filmu wyniósł 842,3 mln dolarów czyniąc go najlepiej zarabiającym filmem 2014 roku. Film został negatywnie odebrany przez krytyków, co zaowocowało wynikiem 18% na stronie Rotten Tomatoes.

## Fabuła
65 milionów lat temu nieznana rasa kosmitów, nazywana „Stwórcami”, zaczęła niszczyć życie na Ziemi. W dniu obecnym, gdzieś w Arktyce, geolog Darcy Tirrel odkrywa zwłoki dinozaurów pokryte dziwnym metalem.
5 lat po Bitwie o Chicago ludzkość coraz bardziej zaczęła się bać Transformerów. Cmentarny Wiatr, elitarna jednostka CIA, stworzona przez skorumpowanego agenta, Harolda Attingera, i lidera Jamesa Savoya, ma za zadanie znaleźć i zabić pozostałe Decepticony. Okazuje że się, że Cmentarny Wiatr poluje także na Autoboty, uznając je za zagrożenie, mimo że rząd zaoferował Autobotom azyl. Z pomocą cybertrońskiego łowcy nagród, Lockdowna, atakują i w bardzo brutalny sposób mordują Ratcheta – oficera medycznego Autobotów. Jednak ich głównym celem jest przywódca Autobotów, Optimus Prime, którego Lockdown chce osobiście żywego.
W wiejskim terenie Teksasu inżynier i wynalazca mający kłopoty finansowe, Cade Yeager, chce opłacić studia swojej 17-letniej córki, Tessy. Pewnego dnia Cade i jego najlepszy przyjaciel, Lucas Flannery, kupują starą, zardzewiałą ciężarówkę, by rozebrać ją na części. Jednak Cade nie wie, że zardzewiała ciężarówka to tak naprawdę ciężko ranny Optimus Prime, którego Cade naprawia. Po zlokalizowaniu Optimusa w Teksasie Cmentarny Wiatr i Lockdown grożą Yeagerom i Lucasowi śmiercią aż do momentu, w którym Optimus wychodzi z ukrycia i z zaskoczenia atakuje żołnierzy. Cade, Tessa i Lucas uciekają z pomocą chłopaka Tessy, Shane’a Dysona, który ściga się w rajdach. Udaje im się uciec z życiem, lecz po długim pościgu Lockdown zabija Lucasa jednym ze swoich granatów. Napięcie między Cade'em a Tessą i Shane'em rośnie podczas gdy Optimus wzywa wszystkie pozostałe przy życiu Autoboty, Bumblebee, Hounda, Drifta i Crosshairsa. Cade hakuje drona, którego zabrał podczas ataku w Teksasie odkrywając, że firma Kinetic Solution Incorporated, w skrócie KSI, jest w zmowie z Cmentarnym Wiatrem, przez co decydują się zinfiltrować siedzibę KSI w Chicago.
Tymczasem szef KSI, Joshua Joyce, pokazuje Darcy Transformium – metal, z którego składają się Transformery, lecz potrzebuje więcej. Więzi on Brainsa, by przekazywał im dane z mózgów martwych Decepticonów i chce użyć tych danych w celu stworzenia własnych Transformerów. Joshua pokazuje Darcy Galvatrona – Transformera stworzonego przy pomocy danych z głowy Megatrona. Autoboty niespodziewanie atakują siedzibę KSI i niszczą sprzęty, lecz Joshua powstrzymuje ich i mówi im, że ich więcej nie potrzebują, gdyż mogą ich teraz tworzyć. Zdenerwowane Autoboty decydują się przerwać atak i uciec.
Zmuszony przez Attingera Joshua odpala Galvatrona i Stingera, by ścigały Autoboty. Optimus walczy z Galvatronem, lecz zostaje ciężko zraniony przez Lockdowna, który porywa jego i przez pomyłkę Tessę na swój statek. Na statku Lockdown mówi Optimusowi, że „Stwórcy” chcą go z powrotem. Przed ucieczką Lockdown daje członkom Cmentarnego Wiatru tzw. „Ziarno”, a tymczasem Autoboty dostają się na statek Lockdowna. Cade i Shane znajdują Tessę, a następnie cała trójka ucieka ze statku z pomocą Bumblebee, podczas gdy inne Autoboty uwalniają Optimusa i uciekają osobnym modułem statku. Po ucieczce w bezpieczne miejsce Optimus i Brains ujawniają, że Galvatron to tak naprawdę wskrzeszony Megatron, który cały czas manipulował ludźmi, by polowali na Transformery w celu zdobycia Ziarna i pobudzenia do życia innych Decepticonów. Cade ostrzega Joshuę, który poleciał do siedziby KSI w Pekinie, o Galvatronie. Joshua zrywa umowę z Attingerem, podczas gdy Galvatron budzi się i infekuje wszystkie prototypy KSI. Joshua ucieka do Hongkongu z Ziarnem, a Attinger, Savoy i Galvatron go ścigają, by go zabić.
Gdy Autoboty próbują zdobyć Ziarno w Hongkongu, ich statek zostaje zestrzelony przez Decepticony, przez co Cade, Tessa, Shane, Hound i Bumblebee są zmuszeni walczyć. Mimo że Cade zabija Savoya po walce na pięści, Decepticony mają przewagę liczebną. Świadomy tego Optimus uwalnia i oswaja Dinoboty. Z ich pomocą Decepticony zostają zniszczone. Jednak Lockdown wraca z magnetyczną bronią, by schwytać Optimusa. Po zniszczeniu broni magnetycznej Optimus walczy z Lockdownem. Podczas walki Optimus zabija Attingera, który próbuje zabić Cade'a. Jednak Optimus zostaje przybity przez Lockdowna własnym mieczem do ściany. Podczas gdy Cade i Bumblebee walczą z Lockdownem, Tessa i Shane używają lawety, by wyciągnąć miecz z Optimusa. Udaje im się wyciągnąć miecz z ciała Optimusa, który chwyta ten miecz w ręce i zabija nim Lockdowna. Następnie wykańcza pozostałe Decepticony jego granatem, podczas gdy Galvatron się wycofuje. Optimus wyzwala Dinoboty i decyduje się zmierzyć ze „Stwórcami”, wiedząc, że Ziarno musi być trzymane jak najdalej od Ziemi. Optimus prosi Autoboty, by chroniły Cade'a i jego rodzinę na wypadek gdyby nie wrócił na Ziemię, po czym odlatuje w kosmos z Ziarnem, wysyłając wiadomość „Stwórcom”, że zamierza ich znaleźć.

## Obsada
| Postać          | Aktor                  | Polski dubbing       |
| --------------- | ---------------------- | -------------------- |
| Cade Yeager     | Mark Wahlberg          | Jacek Kopczyński     |
| Tessa Yeager    | Nicola Peltz           | Magdalena Wasylik    |
| Shane Dyson     | Jack Reynor            | Robert Kuraś         |
| Lucas Flannery  | T.J. Miller            | Stefan Pawłowski     |
| Harold Attinger | Kelsey Grammer         | Krzysztof Banaszyk   |
| Joshua Joyce    | Stanley Tucci          | Tomasz Borkowski     |
| Darcy Tirrel    | Sophia Myles           | Agnieszka Kunikowska |
| James Savoy     | Titus Welliver         | Przemysław Bluszcz   |
| Su Yueming      | Li Bingbing            | Agnieszka Fajlhauer  |
| Gill Wembley    | James Bachman          | Grzegorz Mikołajczyk |
| Optimus Prime   | Peter Cullen (głos)    | Sławomir Pacek       |
| Ratchet         | Robert Foxworth (głos) | Robert Tondera       |
| Leadfoot        | Robert Foxworth (głos) | Robert Tondera       |
| Hound           | John Goodman (głos)    | Miłogost Reczek      |
| Drift           | Ken Watanabe (głos)    | Jacek Król           |
| Crosshairs      | John DiMaggio (głos)   | Tomasz Traczyński    |
| Brains          | Reno Wilson (głos)     | Jarosław Boberek     |
| Lockdown        | Mark Ryan (głos)       | Andrzej Blumenfeld   |
| Galvatron       | Frank Welker (głos)    | Michał Skarżyński    |

## Bohaterowie

### Autoboty
- Optimus Prime – przywódca Autobotów. Jest numerem jeden na liście poszukiwanych przez KSI. Na końcu filmu opuszcza Ziemię, by ukryć Ziarno przed „Stwórcami”.
- Bumblebee – był jednym z Autobotów, które ukrywały się na Ziemi, gdy ludzkość zwróciła się przeciw Autobotom. Był chwilowym przywódcą Autobotów pod nieobecność Optimusa Prime'a, ku niezadowoleniu Drifta.
- Drift – był jednym z Autobotów, które ukrywały się na Ziemi, gdy ludzkość zwróciła się przeciw Autobotom. Ku jego niezadowoleniu, Bumblebee objął dowództwo Autobotów wobec braku Optimusa Prime'a.
- Crosshairs – był jednym Autobotów, które ukrywały się na Ziemi, gdy ludzkość zwróciła się przeciw Autobotom.
- Hound – był jednym z Autobotów, które ukrywały się na Ziemi, gdy ludzkość zwróciła się przeciw Autobotom. Hound był uszczęśliwiony, gdy Optimus Prime wrócił do Autobotów. Choć zachwycony, że Autoboty znów były zespołem, Hound wyraził ogromną niechęć do ludzi po ich zdradzie.
- Brains – torturowany przez ludzi przekazuje im informacje o Transformerach. On odkrył, że Megatron żyje.
- Ratchet – oficer medyczny w gronie Autobotów. Zostaje zabity przez Lockdowna za to, że nie chciał mu wyjawić miejsca pobytu Optimusa.
- Leadfoot – jeden z trzech Wreckersów. Pokazany jest na nagraniu w momencie swojej śmierci.
- Dinoboty – grupa Autobotów, które upodabniają się do dinozaurów. Byli to Grimlock, Scorn, Slug i Strafe.

### Decepticony
- Galvatron – przywódca Decepticonów. Choć uważa się, że nie żyje, Megatron przeżył bitwę o Chicago, choć został bez głowy. Jego głowa została zabrana przez Joshuę Joyce’a i wykorzystana do budowy sztucznych Transformerów. Tylko Brains, który został zmuszony do ciężkiej pracy przez KSI, wiedział, że Megatron żył, ale nie chciał dzielić się tymi informacjami z porywaczami. Nowego robota nazwano Galvatronem. Wielokrotnie okazuje nieposłuszeństwo wobec ludzi, gdy w końcu sam się aktywuje i pobudza do życia inne Decepticony.
- Stinger – Transformer zbudowany przez ludzi. Jego inspiracją był Bumblebee. Zostaje zabity w Bitwie o Hongkong.
- Inne Decepticony – Decepticony, które zostały stworzone przez Galvatrona podczas jego buntu. Podczas Bitwy o Hongkong wszystkie zginęły.
  - Junkheap

### Inne Transformery
- Lockdown – nie jest ani Autobotem ani Decepticonem. Jest łowcą nagród, który został wysłany przez „Stwórców” z zadaniem schwytania Optimusa Prime'a. Udaje mu się unieszkodliwić Optimusa i zabrać go na swój statek. Gdy dowiaduje się o ucieczce Optimusa ze swojego statku, wraca na Ziemię w momencie Bitwy o Hongkong. Ginie w pojedynku z Primem, gdy ten przebija jego iskrę swoim mieczem i przecina go na pół.